# Das Herz von St. Pauli (Lied)
Das Herz von St. Pauli ist ein populärer deutscher Schlager, der im Jahr 1956 erstmals veröffentlicht wurde. Der Text stammt von Josef Ollig, die Musik von Michael Jary. Das Lied ist eng mit dem Hamburger Stadtteil St. Pauli und besonders mit dem Fußballverein FC St. Pauli verbunden, wo es oft als Stadionhymne vor den Heimspielen im Millerntor-Stadion gespielt wird. Dies wurde jedoch  auf Grund einer Kontroverse im Februar 2025 zunächst ausgesetzt. 

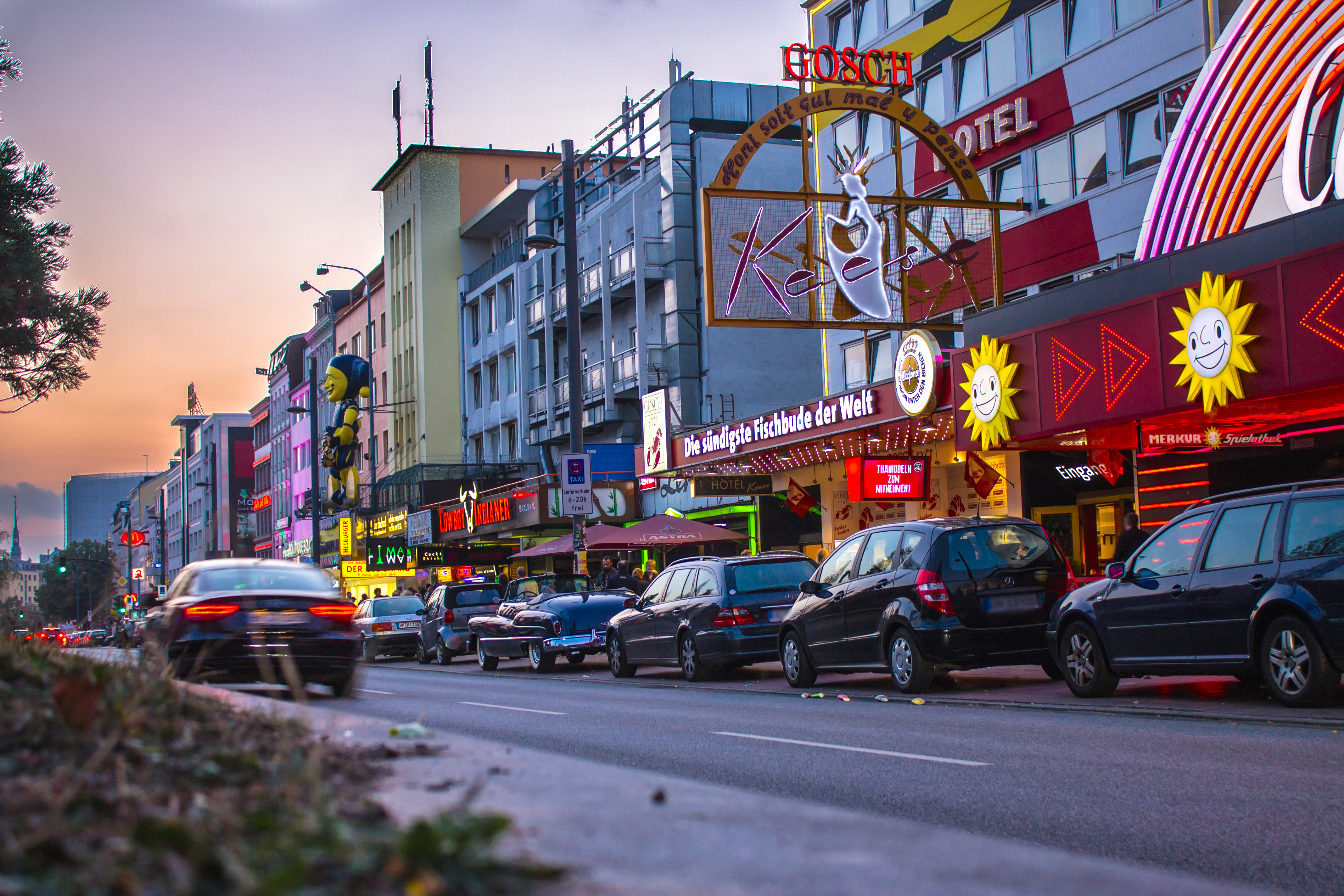
Die Reeperbahn auf St. Pauli

## Geschichte

### Komposition
Das Lied wurde von Michael Jary komponiert, einem deutschen Film- und Schlagerkomponisten, dessen Karriere von 1934 bis 1970 andauerte.

### Der Autor des Texts
Der Texter des Liedes, Josef Ollig, war ab 1929 Journalist bei den Hamburger Nachrichten, einer Zeitung aus dem nationalkonservativem Spektrum, die die NSDAP unterstützte. Während des Zweiten Weltkriegs war er zunächst Soldat der Wehrmacht, ab 1940 Kriegsberichter der Luftwaffe für die Propagandakompanien der Wehrmacht während des Russlandfeldzugs. Seine Texte erschienen unter anderem im Völkischen Beobachter, dem publizistischen Parteiorgan der NSDAP, und in der Propaganda-Illustrierten der Luftwaffe Der Adler. Ollig wurde mit dem Eisernen Kreuz zweiter Klasse, später mit dem Sturmabzeichen aller Klassen ausgezeichnet.
Nach Kriegsende war Josef Ollig Journalist in Hamburg. Von 1946 bis 1951 war er Ressortleiter bei der Tageszeitung Die Welt. 1951 wechselte er zum Hamburger Abendblatt, wo er den Lokalteil leitete und 1965 bis zum stellvertretenden Chefredakteur aufstieg.

### Interpreten

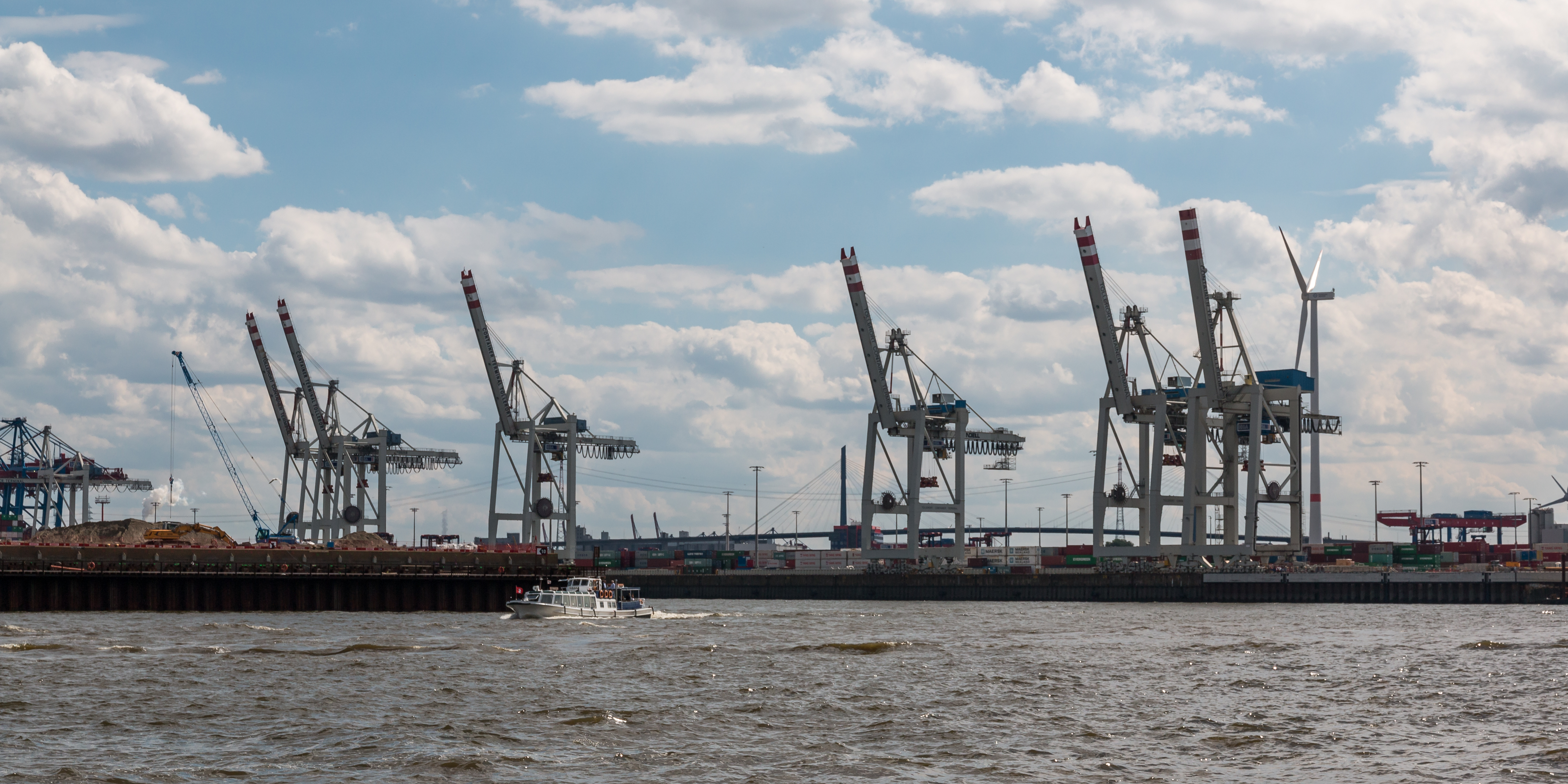
Hamburger Hafen

Das Herz von St. Pauli wurde 1956 von Liselotte Malkowsky in Begleitung von Bert Kaempfert eingesungen und erlangte im Folgejahr größere Bekanntheit, als es von Hans Albers im gleichnamigen Film interpretiert wurde. Das Lied thematisiert Leben und Atmosphäre im Hamburger Stadtteil St. Pauli  – bekannt für den Hafen, die Reeperbahn und das bunte Nachtleben. 

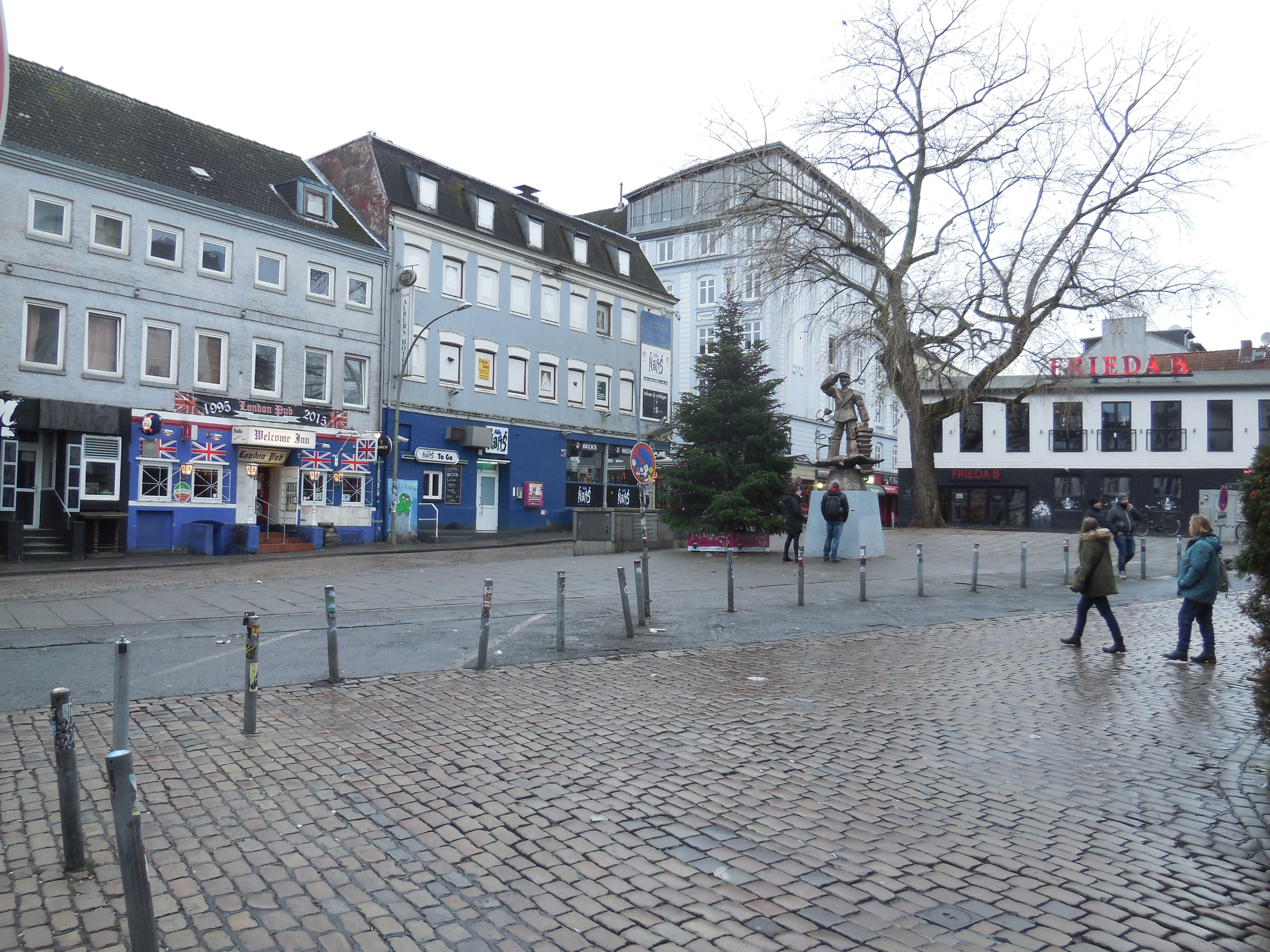
Hans-Albers-Platz auf St. Pauli

## Rezeption
Das Lied wurde von zahlreichen Künstlern, etwa elf, den Toten Hosen, Olli Schulz, Fettes Brot, Achim Reichel, Jan Delay, Freddy Quinn und Heino, interpretiert und ist ein beliebtes Lied bei Auftritten und Veranstaltungen, insbesondere in Hamburg. Es ist fest mit dem Fußballverein FC St. Pauli verbunden und wird in der Punk-Version von Phantastix & Elf seit 2003 vor fast jedem Heimspiel am Millerntor gespielt. 

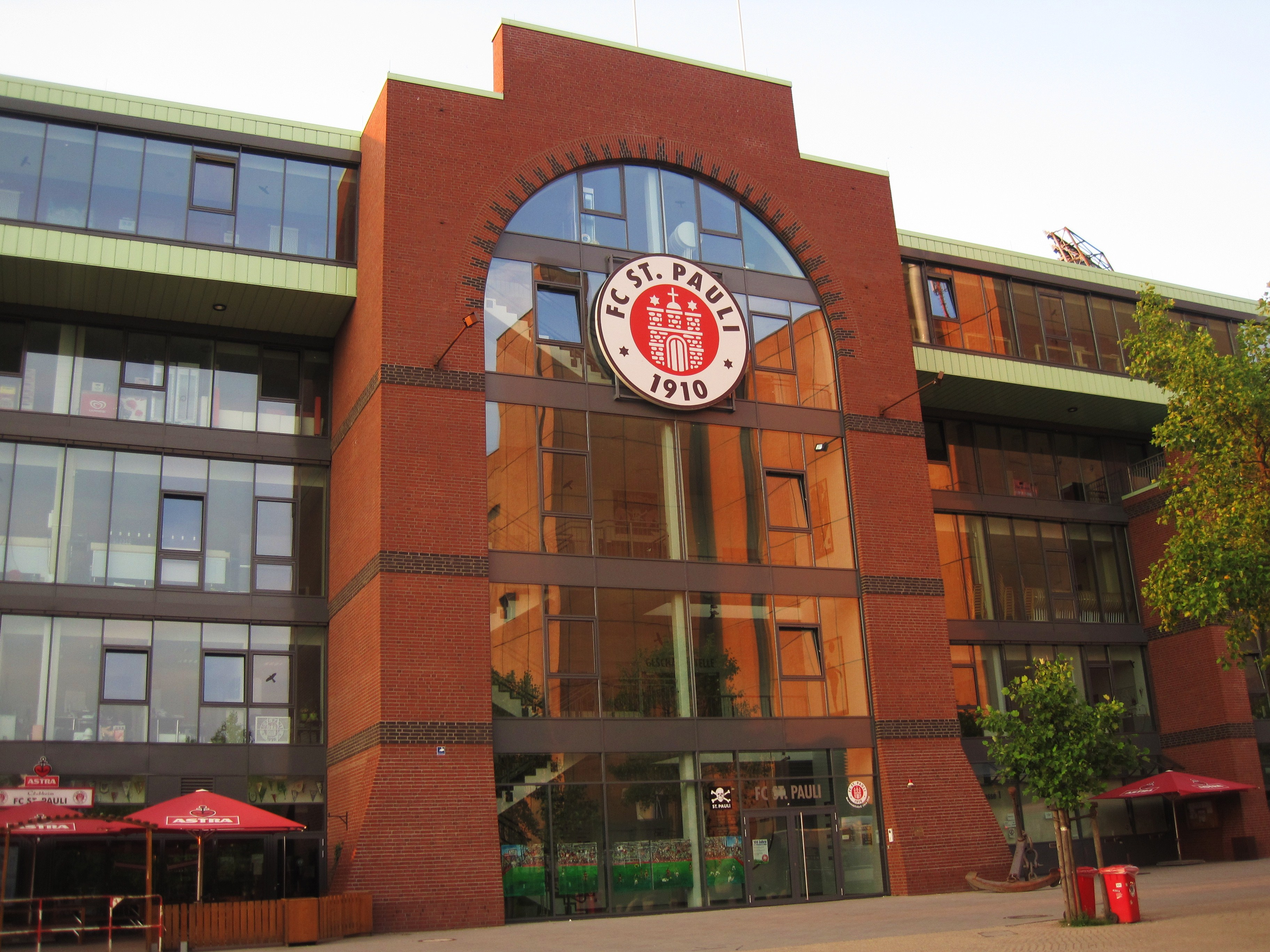
Millerntor-Stadion

## Kontroverse
Wegen der Lebensgeschichte des Texters Josef Ollig prüfte der FC St. Pauli im Februar 2025 kritisch die Geschichte des Liedes und den zukünftigen Umgang mit ihm. Die Diskussion über den Text von Das Herz von St. Pauli wurde durch eine Recherche des FC St. Pauli-Museums ausgelöst. Dadurch wurde vorerst das Abspielen des Liedes im Stadion ausgesetzt, um die endgültige Beurteilung durch eine schriftliche Dokumentation des FC St. Pauli-Museums abzuwarten. 

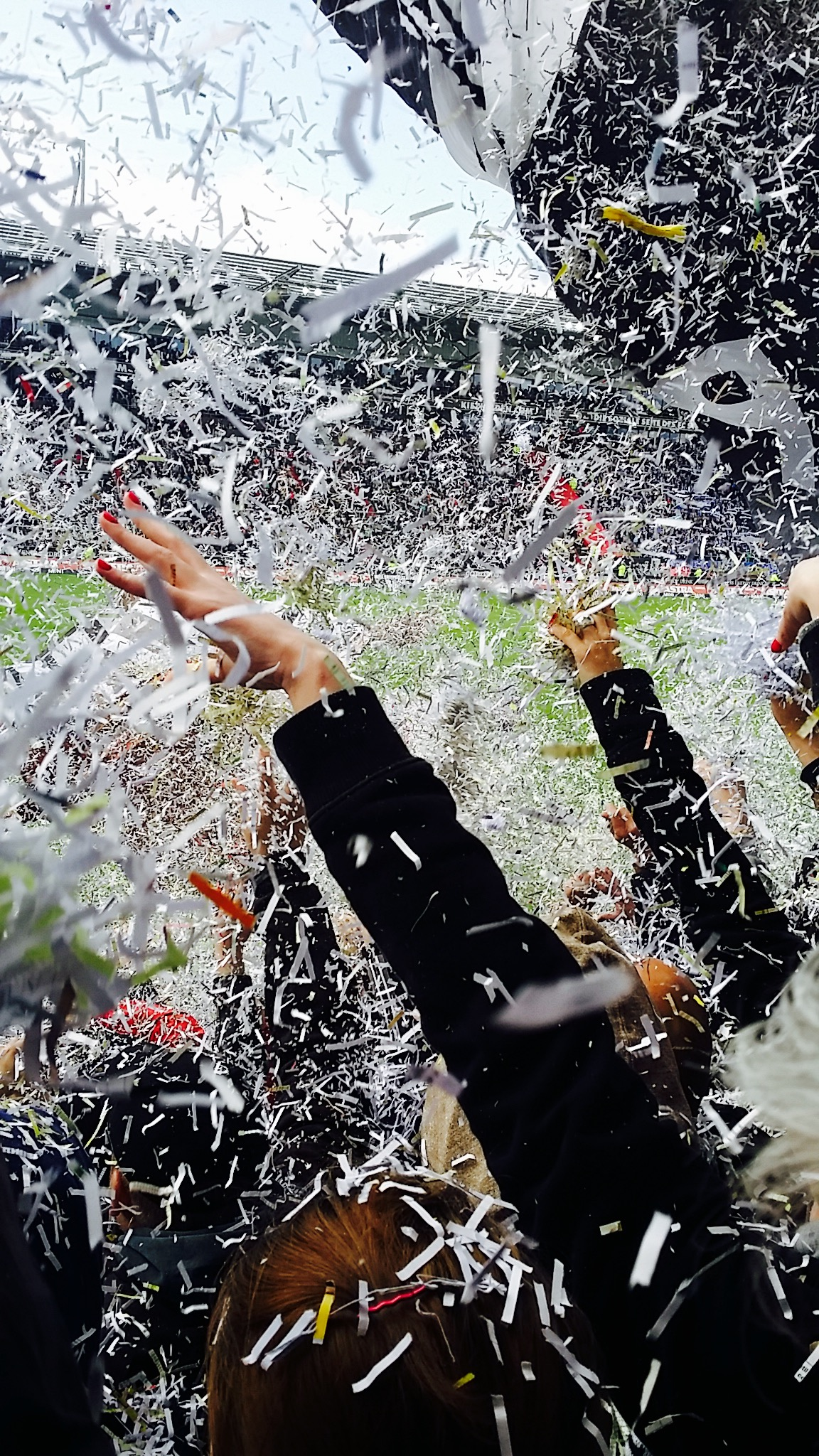
Fans im Millerntor-Stadion